# Klášter svatého Petra v Gentu
Klášter svatého Petra v Gentu (nizozemsky Sint-Pietersabdij, francouzsky Abbaye Saint-Pierre-au-Mont-Blandin) je bývalý benediktinský klášter v belgickém Gentu. Nyní slouží jako muzeum a výstavní prostory.

## Historie
Založil jej ve druhé polovině 7. století Amandus, misionář vyslaný franskými králi k obrácení zdejších pohanů. V oblasti založil dva kláštery, svatého Bavona a svatého Petra na Blandijnbergu. Během zimy na přelomu let 879–80 klášter napadli a zpustošili Vikingové a pak zůstal poměrně chudý až do 10. století, kdy jej Arnulf I. Flanderský obdařil relikviemi a majetkem. Dalšími dary rozmnožil klášterní majetek Edgar, anglický král, Arnulfův bratranec. Od druhé poloviny století bylo opatství nejbohatším ve Flandrech a význam klášterní školy daleko přesahoval hranice města. Roku 984 Gerbert z Aurillacu (pozdější papež Silvestr II.), představený školy při katedrále v Remeši, požádal o přijetí remešských studentů na zdejší školu. Její význam jako centra svobodných umění pokračoval až do 11. století. Opatství s rozsáhlými pozemkovými držbami hrálo důležitou roli při zúrodnění krajiny během dvanáctého a třináctého století, kdy nechalo přeměnit lesy s močály a bažinami v zemědělskou půdu. Ve století patnáctém byla vybudována velkorysá klášterní knihovna a skriptorium, rozšířen refektář a klášterní kostel a i další budovy byly výrazně zkrášleny.
První úpadek nastal v roce 1539 během povstání v Gentu a další v roce 1560, kdy Nizozemci kořistili během náboženských válek, které vyvrcholily obrazoborectvím (Beeldenstorm) roku 1566, kdy se kostel ocitl v ruinách, knihovna byla rozchvácena a další budovy těžce poškozeny. Mniši našli dočasné útočiště ve špitále a bohoslužby se sloužily v refektáři. Ústrky však pokračovaly a mniši nakonec v roce 1578 prchli do Douai. Klášterní budovy byly prodány ve veřejné dražbě a zčásti zbořeny a materiál posloužil při stavbě městského opevnění. Klášter se v roce 1584 stal církevním majetkem a byl nakonec přebudován. Nový klášterní kostel, jehož stavba započala roku 1629, byl zbudován v barokním slohu stejně jako několik nových budov. Ještě jednou nastal rozmach v 18. století, kdy vznikly další stavby a stávající byly rozšířeny a kdy byl dormitář přeměněn v knihovnu s více než deseti tisíci svazků. Ale úplný konec měl zanedlouho přijít, první ranou byla revoluce v Brabantsku v letech 1789–90, pak francouzský vpád v roce 1793. Nakonec 1. září 1796 Direktorium zrušilo všechny náboženské instituce. V roce 1798 byla vyklizena knihovna, knihy byly posléze předány univerzitě v Gentu. Od roku 1798 sloužil klášterní kostel jako muzeum, ale církvi byl v roce 1801 vrácen a znovuzasvěcen Naší Paní Svatopetrské (Onze-Lieve-Vrouw-Sint-Pieterskerk). Zbytek opatství přešel v roce 1810 do majetku města a byl zčásti zbořen, aby uvolnil místo pro kasárna, jež zde stála až do roku 1948.
Kolem roku 1950 zahájilo město program obnovy, který stále pokračuje. Rekonstrukce začala kapitulní síní, pokračovala v západním křídle starým refektářem a kuchyněmi. Práce na vinných sklepech a v podkroví byly dokončeny v sedmdesátých letech minulého století, v roce 1982 byly dokončeny práce na opatství a v roce 1986 terasa. V devadesátých letech začalo s rekonstrukcí křídla s refektářem.

## Využití klášterních prostor
Klášter slouží jako muzeum a výstavní prostory, ve kterých byla v roce 2000 instalována velká výstava k výročí císaře Karla V. a v říjnu 2001 hostily 88. zasedání Evropské rady.
Katolická církev užívá pozici titulárního opata od svatého Petra pro benediktinské titulární opaty.

## Catalogum Abbas
|        | Periode   | Name                         |
| ------ | --------- | ---------------------------- |
| XLVIII | 1390–1412 | Geeraert IV de Leeuwenaert   |
| XLIX   | 1412–1422 | Ioannes VI de Maeyeghem      |
| L      | 1422–1443 | Busschardvs de Munter        |
| LI     | 1443–1475 | Ioannes VII Haesebyt         |
| LII    | 1475–1494 | Filips I von Polignac        |
| LIII   | 1494–1517 | Filips II Courault           |
| LIV    | 1494–1517 | Ioannes VIII von Cauweburcht |
| LV     | 1517–1555 | Geeraert Cuelsbrouck         |
| LVI    | 1555–1569 | Franciscus de Schelfaut      |
| LVII   | 1569–1582 | Ghislenus de Temmerman       |
| LVIII  | 1582–1595 | Lambertus Huberti            |
| LIX    | 1595–1597 | Frederik van Eyne            |
| LX     | 1597–1615 | Colombanus Vrancx            |
| LXI    | 1615–1633 | Joachim Arsenius Schaecx     |
| LXI    | 1633–1650 | Geeraert Rym                 |
| LXII   | 1650–1656 | Antonius Engrand             |
| LXIII  | 1656–1680 | Amandus Hovelincx            |
| LXIV   | 1680–1684 | Robertus IV Willocqueau      |
| LXV    | 1684–1712 | Maurus Verschueren           |
| LXVI   | 1716–1719 | Aemilianus Cruycke           |
| LXVII  | 1720–1760 | Antonius Mutsaert            |
| LXVIII | 1730–1760 | Filips Standaert             |
| LXIX   | 1760–1791 | Gudwalus Seigers             |
| LXX    | 1791–     | Martinus vande Velde         |

### Titulární opati
- Lou Tseng-Tsiang (1946-1949)